# 兔儿伞
兔儿伞（学名：Syneilesis aconitifolia）为菊科兔儿伞属的植物。分布于朝鲜、日本、俄罗斯以及中国大陆的华中、华北、东北、贵州、陕西、甘肃等地，生长于海拔500米至1,800米的地区，多生长在山坡荒地林缘或路旁，目前尚未由人工引种栽培。

## 外部連結
- 兔兒傘, Tuersan （页面存档备份，存于） 藥用植物圖像數據庫 (香港浸會大學中醫藥學院) （繁體中文）（英文）